# リン酸ガリウム
リン酸ガリウム(リンさんガリウム、オルトリン酸ガリウム)は化学式GaPO4で表されるガリウムのリン酸塩である。無色の三方晶系の結晶であり、モース硬度は5.5。石英と非常に類似した特性を持ち、ケイ素がガリウムやリンで置き換わったことによって石英の2倍の圧電効果を有する。この石英に勝る圧電効果によって技術的応用に多くの利点を有しており、水晶振動子の電気機械結合係数(en:Electromechanical coupling coefficient)を高める等の用途に用いられる。石英と違いリン酸ガリウムは自然から産出しない。

## 構造
リン酸ガリウムは石英と違いα-β相転移を起こさず、α-石英のような低温構造においても970℃まで安定であるという特性を有している。970℃付近になると、クリストバライトに似たもう一つの構造に相転移する。
リン酸ガリウムはGaO4とPO4からなるわずかに傾いた四面体構造を取り、この四面体が螺旋状に配列しているため旋光度の正負が異なる2つの構造(キラリティー)を有する。結合距離はGa-Oが1.84 Å、P-Oが1.54 Åあり、Ga-O-Pの結合角は133 °である。

## 生産
リン酸ガリウムは自然から産出せず、単結晶はガリウムのリン酸溶液を400℃以下の温度で水熱反応させて結晶成長させることによって得られる。また、高純度のものは酸化ガリウム(III)Ga2O3とリン酸二水素アンモニウムNH4H2PO4との水熱反応によって得られる。現在はオーストラリアの1社のみが商業的に生産しているのみである。

## 用途
970℃まで相転移を起こさない圧電材料であるため、900℃までの範囲で使用できる温度センサー材料への利用が検討されている。また、石英を凌ぐ感度と安定性のため内燃機関用の非冷却圧力センサーとして製品化されている。